# Dziesięciozgłoskowiec alcejski
Dziesięciozgłoskowiec alcejski – wprowadzony przez Alkajosa do poezji greckiej wers oparty na iloczasie, złożony technicznie z dwóch innych wersów (tzw. wers mieszany), tj. z dymetru daktylicznego akatalektycznego czystego i monometru trocheicznego akatalektycznego czystego. Stosowany w poezji antycznej najczęściej razem z innymi wersami alcejskimi (tj. dziewięcio- i jedenastozgłoskowcem) w postaci strofy alcejskiej.
Wers składa się z dwóch miar wierszowych, z której jedną stanowi para daktyli (czystych, tj. takich, które nie podlegają zamianie na spondej), a drugą para trochejów (z możliwością wzdłużenia ostatniej sylaby, tzw. anceps).
| 1. stopa                                           | 2. stopa                                           | 3. stopa                           | 4. stopa                            |
| -------------------------------------------------- | -------------------------------------------------- | ---------------------------------- | ----------------------------------- |
| akcentowana sylaba · krótka sylaba · krótka sylaba | akcentowana sylaba · krótka sylaba · krótka sylaba | akcentowana sylaba · krótka sylaba | akcentowana sylaba · anceps w tezie |